# Uvaria versicolor
Uvaria versicolor là loài thực vật có hoa thuộc họ Na. Loài này được Pierre ex Engl. & Diels miêu tả khoa học đầu tiên năm 1901.